# Мала Вачжига
Мала Вачжи́га (рос. Малая Вачжига) — річка в Республіці Комі, Росія, права притока річки Ілич, правої притоки річки Печора. Протікає територією Троїцько-Печорського району.
Річка починається з болота на західних схилах височини Иджид-Парма, протікає на північ, схід (перетинає хребет Иджид-Парма), південний схід та південь.